# LATAM Argentina
LATAM Airlines Argentina (ранее LAN Argentina）— упразднённая авиакомпания, базировавшаяся в Буэнос-Айресе. Являлась дочерним предприятием компаний LATAM Airlines Group.

## История
До приобретения компанией LAN Chile авиакомпания была известна под своим юридическим названием Aero 2000. 1 апреля 2007 года LAN Argentina стала аффилированным членом альянса Oneworld. Авиакомпания принадлежала холдингу LATAM Airlines Group (49 %) и аргентинским инвесторам (51 %).
28 августа 2013 года аргентинский суд заблокировал план правительства на досрочное расторжение договора аренды ангарного пространства LAN в аэропорту Хорхе Ньюбери, что считалось жизненно важным для деятельности авиакомпании.
Как её материнская компания LAN Chile объединилась с TAM Airlines и сменила официальное название на LATAM Airlines, также LAN Argentina была переименована в LATAM Argentina.
LATAM Airlines согласилась выплатить более 22 млн долл. США по гражданским и уголовным штрафам, относящейся к делу взяточничества десятилетней давности. Комиссия США по ценным бумагам и биржам заявила о штрафе компании LATAM в связи с «неправильными платежами, санкционированными ею во время спора между авиакомпанией и ее сотрудниками в Аргентине». LAN был обвинен в использовании аргентинского консультанта для переговоров с профсоюзами от имени компании и заплатил консультанту через фиктивный контракт, который направлял средства коррумпированным должностным лицам профсоюза. Схема нарушила бухгалтерские положения Закона о коррупции за рубежом, заявило Министерство юстиции США, и авиакомпания согласилась выплатить 2,75 млн долл. Также выплатила 9,4 млн долл., в том числе проценты, чтобы урегулировать обвинения SEC в недостаточном бухгалтерском контроле.
17 июня 2020 года руководство холдинга LATAM Airlines Group объявило о прекращении деятельности LATAM Argentina, при этом все самолёты дочерней компании подлежали возврату арендодателям, а все сотрудники авиакомпании были уволены.

## Направления

### Северная Америка
- Соединенные штаты Америки (США)
  - Майами — Майами (аэропорт)

### Южная Америка
- Аргентина
  - Буэнос-Айрес
    - Хорхе Ньюбери (аэропорт)
    - Эсейса (аэропорт)

  - Баия-Бланка — Comandante Espora Airport
  - Комодоро-Ривадавия — General Enrique Mosconi International Airport
  - Кордова (город, Аргентина) — Ingeniero Ambrosio L.V. Taravella International Airport
  - Эль-Калафате — Comandante Armando Tola International Airport
  - Мендоса (город) — Governor Francisco Gabrielli International Airport
  - Неукен — Неукен (аэропорт)
  - Пуэрто-Игуасу — Cataratas del Iguazú International Airport
  - Рио-Гальегос — Piloto Civil N. Fernández International Airport
  - Сальта — Martín Miguel de Güemes Airport
  - Сан-Карлос-де-Барилоче — San Carlos de Bariloche Airport
  - Сан-Хуан (Аргентина) — Domingo Faustino Sarmiento Airport
  - Сан-Мигель-де-Тукуман — Teniente Benjamín Matienzo International Airport
  - Ушуая — Ushuaia International Airport
- Бразилия
  - Сан-Паулу — Гуарульюс (аэропорт)
- Перу
  - Лима — Jorge Chávez International Airport

## Авиапарк
В декабре 2016 года авиапарк авиакомпании состоял из следующих самолетов: